# Лупаново
Лупа́ново (рос. Лупаново) — присілок у складі Дмитровського міського округу Московської області, Росія.

## Населення
Населення — 96 осіб (2010; 46 у 2002).
Національний склад (станом на 2002 рік):
- росіяни — 91 %